# Isla Petit Bois
Isla Petit Bois es una isla frente a las costas de los Estados Unidos, en el sureño estado de Misisipi, al sur de Pascagoula. Es parte del condado de Jackson. Desde 1971, ha sido parte de la Gulf Islands National Seashore, administrada por el Servicio de Parques Nacionales de Estados Unidos.
Petit Bois se encuentra situada en las coordenadas 30°11′55″N 88°27′04″O / 30.19861, -88.45111 las variantes de su nombre incluyen l'Isle de Petit Bois (Francés) y Petitbois Island (inglés).
Petit Bois originalmente se extendía a unos 7 kilómetros al este de la frontera entre el estado de Alabama y Mississippi y se encontraba efectivamente en ambos estados. De 1933 a 1968, el extremo oriental de la isla sufrió por la erosión (debido a los efectos de los huracanes y el movimiento natural de la costa) hasta que se movió 1 / 2 milla al oeste de la frontera de estado de Misisipi. La isla posee aproximadamente 6 millas (9,7 kilómetros) de largo y sirve de hábitat para las gaviotas, caimanes y otros animales silvestres.
Petit bois en francés significa "bosque pequeño". La isla fue bautizada así por los primeros exploradores franceses, debido a una pequeña sección forestal situada en el extremo oriental de la isla en su mayoría de arena y de matorrales cubiertos. Después de la inundación de la isla durante la época del huracán Katrina, la mayoría de los árboles que comprendía esta sección desaparecieron.